# Francis Lovell
Francis Lovell, I visconte Lovell (1454 – dopo il 1488), è stato un nobile e militare inglese.
Fu fra i più fidi alleati di Riccardo III d'Inghilterra insieme a William Catesby (1450-25 agosto 1485) e Richard Radcliffe (morto nel 1485), e spesso erano chiamati dagli avversari di Riccardo come il gatto, il ratto e Lovell il nostro cane. Yorkista di ferro, Francis Lovell continuò a combattere per la casa di Riccardo anche durante i primi anni del regno di Enrico VII; di lui si perdono le tracce pochi mesi dopo la sconfitta alla battaglia di Stoke Field.

## Biografia
Francis Lovell nacque nel 1454 da John Lovell, VIII barone di Lovell e Joan Beaumont. Quando suo padre morì nel 1463 il giovane Francis ereditò sia la baronia di Lovell che quella di Holland ed entrò quindi sotto la tutela di Edoardo IV d'Inghilterra che lo diede in carico al suo fidatissimo congiunto Richard Neville, XVI conte di Warwick, presso il quale talvolta si trovava anche il fratello minore del re Riccardo di York ed è in questi anni che probabilmente si formò il legame fra i due giovani.
Nel 1466 Francis sposò Anne FitzHugh, la cui madre era Alice Neville, sorella del conte di Warwick, quando nel 1470 Warwick si ribellò contro Edoardo alleandosi con Margherita d'Angiò il suocero di Francis combatté al suo fianco. La ribellione riportò al trono Enrico VI d'Inghilterra e poiché il perdono dato a FitzHugh comprende anche Francis fa presumere che egli all'epoca vivesse nella casa della famiglia della moglie. L'anno dopo Edoardo tornò al trono e la custodia di Francis, ancora minorenne, passò a sua sorella Elizabeth di York e a suo marito John de la Pole, II duca di Suffolk.
Quando nel 1474 morì anche la nonna paterna Alice Deincourt Francis ereditò altre terre ritrovandosi così ad essere uno dei baroni più ricchi del paese, pur senza detenere né un contado, né un ducato.

### Al fianco di Riccardo III
Il legame che univa Francis a Riccardo era anche famigliare, sua moglie Anne era infatti prima cugina della moglie di Riccardo, Anna Neville, combatté con lui alla Presa di Berwick e fu anche creato cavaliere. Dopo la morte di Edoardo IV avvenuta nel 1483 Francis rimase saldamente a supporto di Riccardo, il 4 gennaio di quello stesso anno venne creato Visconte e mentre Riccardo venne nominato Lord protettore per il giovane nipote Edoardo V d'Inghilterra Francis divenne Chief Butler d'Inghilterra e Conestabile per il Wallingford Castle.
Riccardo salì al trono come Riccardo III d'Inghilterra il 26 giugno 1483 e durante l'incoronazione Francis ne portò la spada. In quello stesso anno Francis divenne Lord Ciambellano rimpiazzando William Hastings, I barone Hastings e sempre in quell'anno divenne cavaliere dell'Ordine della Giarrettiera, sempre nel 1483 Francis contribuì a spegnere la rivolta capeggiata da Henry Stafford, II duca di Buckingham.
Nel 1485 Francis venne messo a guardia delle coste meridionali inglesi per fermare l'eventuale invasione da parte del pretendente lancastriano Enrico Tudor. Enrico riuscì tuttavia ad attraccare comunque e benché le cronache coeve non menzionano Francis fra coloro che combatterono alla Battaglia di Bosworth Field è poco plausibile, dato il legame con Riccardo, che non vi abbia partecipato. Quel che si sa per certo è che a seguito della caduta degli York egli fuggì in un convento a Colchester e da lì andò nello Yorkshire per organizzare una rivolta contro il nuovo re Enrico VII d'Inghilterra. Dopo il fallimento di questo tentativo egli fuggì nelle Fiandre da Margherita di York, sorella di Riccardo.
Quale capo del partito yorkista Francis giocò grande parte nel tentativo di mettere sul trono Lambert Simnel, insieme a John de la Pole, I conte di Lincoln andò in Irlanda insieme a Simnel dove combatté alla Battaglia di Stoke Field il 16 giugno 1487. Dopo la sconfitta pare che Francis si sia rifugiato in Scozia dove il 19 giugno 1488 venne fornito di un salvacondotto da Giacomo IV di Scozia. Da qui in poi si perdono le sue tracce.
Sua moglie Anne venne fornita di un vitalizio di 20 £ annue, datato al 1489, nel 1495 era ancora vivente, la data di morte è sconosciuta.